# Протестантизм
Протестанти́зм (протеста́нтство, от лат. protestatio — «протест, торжественное заявление, провозглашение, заверение») — одно из трёх, наряду с православием и католицизмом, главных направлений христианства, представляющее собой совокупность независимых церквей, церковных союзов и деноминаций. Происхождение протестантизма связано с Реформацией — широким антикатолическим движением XVI—XVII веков в Европе эпохи раннего Нового времени.
Зарождение протестантизма обычно относят к октябрю 1517 года, когда монах-августинец Мартин Лютер выступил с критикой в адрес злоупотреблений католических священнослужителей, обнародовав свои «95 тезисов». Впрочем, в той или иной степени возмущения против произвола священников и диктата римских пап возникали задолго до Мартина Лютера (как, например, деятельность и проповеди английского богослова Джона Уиклифа в XIV веке или идеи чешского философа Яна Гуса в XV веке). Тем не менее лишь в XVI веке идеи исправления недостатков и пороков устройства Католической церкви вылились в широкое общественное движение.
Точное количество верующих, причисляющих себя к тем или иным протестантским направлениям, неизвестно. Исследование конца 2011 года показало, что количество протестантов в мире составляло около 800 миллионов человек.
В некоторых странах протестантские церкви имеют статус «государственных» или «официальных», так, в скандинавских странах существуют свои национальные протестантские церкви, будь то церковь Дании, Швеции или Норвегии (последняя была отделена от государства только в 2012 году).

## История возникновения
Протестантизм возник в Европе в 1-й половине XVI века как отрицание и оппозиция средневековым институтам Католической церкви в ходе Реформации, идеалом которой было возвращение к апостольскому христианству.
По мнению сторонников Реформации, Католическая церковь отошла от первоначальных христианских принципов в результате многочисленных наслоений средневекового схоластического богословия и обрядности.
Лидером религиозной революции стал Мартин Лютер. Первое открытое выступление Лютера против церковной политики состоялось 17 октября 1517 года, когда он обнародовал 95 тезисов с критикой учения Католической церкви о торговле индульгенциями, чистилища, молитв за умерших и спасения заслугами святых. Среди прочего, им были отвергнуты папская власть, особая благодатность священства и его посредничество в спасении людей, церковная обрядовость и подчинённость церкви светской власти.

## Происхождение названия
Термин «протестантизм» берёт своё происхождение от шпайерского протеста немецких князей в защиту Лютера. Вормсский эдикт 1521 года под давлением папского нунция объявил Мартина Лютера преступным еретиком. В ответ на это Первый Шпейерский рейхстаг 1526 года, по требованию князей-лютеран, постановил приостановить действие Вормсского эдикта до следующего рейхстага. Тем не менее Шпайерский рейхстаг 1529 года решил вновь возобновить действие Вормсского эдикта, в ответ на что присутствовавшие на рейхстаге пять князей и представители четырнадцати свободных городов Священной Римской империи составили и провозгласили «Шпайерскую протестацию». По названию этого документа сторонники Реформации и были названы протестантами, а совокупность возникших в результате Реформации некатолических конфессий получила название «протестантизм».

## История протестантского богословия

### Ортодоксальная протестантская теология

#### Реформация
К классической относят теологию, сформировавшуюся в период XVI — начала XVIII века, в течение которого были раскрыты основные идеи и сформировалось догматическое и практическое богословие Реформации.
Классическая теология составляет своего рода «ортодоксию» протестантизма и включает в себя такие понятия как необходимость оправдания верой, всеобщее священство, исключительный авторитет Библии, природная греховность человека и возможность спасения только по благодати Бога.
Являясь богословским итогом Реформации в противопоставлении учению Римско-католической церкви того времени, она выражена в виде принципов Quinque sola — пяти латинских тезисов, означающих «Пять „только“». Наряду с принципом всеобщего священства принципы Quinque sola являются основой теологии современного протестантизма.
Основные тезисы классической теологии:
1. Библия является единственным боговдохновенным и аутентичным словом Господа, единственным источником христианских доктрин, ясным и самоинтерпретируемым.
2. Прощение можно получить только верой, безотносительно к добрым делам и поступкам.
3. Спасение приходит только как Божья благодать, как незаслуженная милость и незаслуженный дар от Бога ради Иисуса, но не как что-то заслуженное грешником.
4. Иисус является единственным посредником между Богом и человеком, спасение возможно только через веру в Него.
5. Человек должен почитать только Бога и поклоняться только Ему, так как спасение даруется только и единственно через Его волю и действия — не только дар Искупления Иисуса на кресте, но также дар веры в это Искупление, созданной в сердцах верующих Святым Духом.

Классическое богословие протестантизма изложено в следующих вероисповедных документах Реформации: Гейдельбергский Катехизис 1563 года (Германия), Книга Согласия 1580 года. Архивировано из оригинала 28 сентября 2007 года. (Германия), Каноны Дордрехтского Синода 1618—1619 годов, (Дордрехт, Нидерланды), Вестминстерское исповедание веры 1643—1649 годов (Вестминстерское аббатство, Лондон, Великобритания).
Основоположниками протестантской теологии являлись: Мартин Лютер, Ж. Кальвин, У. Цвингли, Ф. Меланхтон.

#### Евангеликализм
В XVIII—XIX веках в протестантских церквях Великобритании и Северной Америки возник евангеликализм (evangelicalism) — движение обновления и пробуждения внутри лютеранских, англиканских и реформатских церквей, вызванное как сухой догматикой и иерархичностью, сложившейся к этому времени внутри данных церквей, так и идеями атеизма, деизма и рационализма, порождёнными эпохой Просвещения.
Характерные черты евангеликализма:
1. Стремление к рождению свыше, которое можно получить только по вере и только через благодать.
2. Принятие Библии как непогрешимого Откровения Бога, буквально описывающего периоды человеческой истории и человеческого искупления.
3. Позиция христианской активности, выражаемая через миссионерскую деятельность и внутрихристианское общение.
4. Позиция крестоцентризма (crucicentrism) — особенное внимание к Крестной Жертве Христа, благодаря которой верующие в Иисуса получили прощение и спасение.
5. Убеждённость в важности христианского духовного роста.

В истории евангеликализма отмечают периоды первого Великого пробуждения (1730—1740) в Новой Англии, во время которого практиковались проповеди под открытым небом, и второго Великого пробуждения (1800—1830) в США, участником которого был Чарлз Финни, чьи взгляды оказали влияние на евангеликализм XX века.
Наиболее известные представители: Джон Уэсли, Джорж Уайтфилд, Джонатан Эдвардс, Чарлз Финни.

#### Фундаментализм
Фундаментализм (от англ. fundamentals — «основы») — межконфессиональное движение среди консервативных евангеликалов конца XIX — начала XX века, возникшее как реакция на распространение христианского модернизма и либерального богословия. Название «фундаментализм» произошло от издаваемой в 1910—1915 годах представителями этого движения серии брошюр «Основы: свидетельство истины» (The Fundamentals: A Testimony To The Truth).
Основные положения фундаментализма сформулированы во время работы Ниагарских библейских конференций (1878—1897) и Генеральной ассамблеи пресвитерианской церкви (1910) и изложены в виде пяти принципов:
1. Богодухновенность и непогрешимость Библии.
2. Божественная природа и непорочное зачатие Иисуса Христа.
3. Смерть Иисуса на кресте за грехи людей.
4. Физическое воскресение Иисуса после смерти.
5. Возвращение Иисуса Христа во плоти в будущем.

Для фундаментализма характерно понимание библейского повествования о сотворении мира с позиций диспенсационализма, то есть буквального истолкования там, где это возможно, неприятие обновленческих и секуляризационных тенденций в теологии, а также взглядов эволюционной теории. В связи с этим известность получил так называемый «Обезьяний процесс» (1925) в Даутоне (Теннесси), после проведения которого фундаменталистам удалось добиться официального запрета преподавания теории Дарвина в нескольких штатах.
1919 год — создание Всемирной христианской фундаменталистской ассоциации. 1942 год — учреждение Национальной ассоциации евангелистов, обеспечившей подъём популярности движения после некоторого спада в 1930-е годы.
Наиболее известные представители фундаменталистского направления: Джон Мейчен, Рубен Торрей, Льюис Сперри Чафер (основавший Далласскую богословскую семинарию), а также Чарльз Фуллер (основатель Фуллеровской семинарии).

### Либеральная теология XIX—XX веков
Либеральной называют теологию, возникшую в XIX — начале XX века, стремящуюся в момент своего зарождения изменить христианство, сделав его более современным, соответствующим уровню науки и способным стать инструментом для решения «земных» моральных и политических вопросов. Особое внимание при этом уделялось доказательствам разумности и общественной полезности учения Христа, а также вере в то, что люди способны преодолеть свою греховность своими же силами.
Данная теология возникла в среде немецких лютеран, некоторые из которых предложили пересмотреть традиционные христианские богословские взгляды и предпочли рассматривать Библию в качестве искажённого повествования о естественных исторических событиях, а христианское богословие — как обычную придуманную людьми теорию. Библейское понимание Бога при этом заменялось идеей Творца, не вмешивающегося в дела мира.
Основные тезисы либеральной теологии:
1. Богопознание невозможно. Приблизиться к «высшей реальности» можно лишь на уровне человеческих эмоций и путём следования нравственным доктринам.
2. Возникновение христианства аналогично возникновению прочих религий и вызвано обычными историческими и социальными процессами.
3. Бог не открывал себя людям.
4. Иисус был идеалом нравственного человека, который, тем не менее, не закладывал вероучительных доктрин.
5. Современное богословие должно изучать историю возникновения христианства, не принимая к рассмотрению категории сверхъестественного.

Либеральные теологи отвергли классическое христианское учение о триединстве, идею воплощения Бога, божественность Иисуса Христа, непорочное зачатие, смерть Иисуса на кресте во искупление человеческих грехов, его телесное воскресение, реальность чуда Пятидесятницы и других чудес, а также учение о сотворении Богом мира и человека, грехопадении и первородном грехе, создав образ «либерального» исторического Иисуса.
Взгляды либерального протестантизма способствовали отказу от личности Иисуса Христа как реального человека, формированию движения «немецкие христиане», объявивших Иисуса арийцем, одобрению ими нацистских расовых законов, «нового немецкого порядка» и сотрудничеству с Гитлером.
Либеральный протестантизм не смог стать позитивной культурной силой в обществе. С точки зрения некоторых бывших представителей самого либерального богословия, либеральная теология — это новая форма идолопоклонства, и что в действительности «Слово Божье воспринимается во всей глубине только верой, которая пробуждается в человеке Богом».
К числу достижений данного направления протестантизма относят развитие методов библейской критики, в частности, текстуальной, литературной и исторической.
Богословами либеральной протестантской школы являлись: Ф. Шлейермахер, Э. Трёльч и А. Гарнак.

### Диалектическая теология
Диалектическая теология, или теология кризиса — одно из направлений теологии протестантизма, возникшее в Европе в 20—30-х годах XX века. Основоположником данной школы является швейцарский пастор Карл Барт, высказавший в своей книге «Толкование на послание апостола Павла к римлянам» (2 изд., 1922) резкий протест в отношении либеральной традиции толкования Библии, бывшей на тот момент общепринятой.
Богословские взгляды при этом излагались как противопоставление несоизмеримых по своей величине понятий, например, Бога и человека, вечности и времени, веры и религии и др., в результате чего данная теология получила название диалектической. В историческом плане диалектическая теология является определённым возвратом к идеям Реформации, откуда произошло ещё одно её название — «неоортодоксия».
Основные тезисы диалектической теологии:
1. Между Богом и человеком существует глубокий разрыв, Бог находится вне возможности Его познания человеком самостоятельно с помощью рационального суждения[24].
2. Христианство не являет собою мораль, культовый ритуал, совокупность идей социальной справедливости и не требует приспособления к потребностям современной цивилизации[25].
3. Несмотря на то, что человек не может самостоятельно познать Бога, Бог Сам открывается человеку[25].
4. «Иисус Христос есть единое Слово Бога» и единственная цель, смысл и содержание христианской теологии. Только доверившись Иисусу Христу человек может избежать греха, заблуждения и вседозволенности перед лицом Бога[25].
5. Библия является нормой и критерием истины для церковной проповеди. Слово Божие существует не только в проповедуемой вести, но проповедь также указывает на письменное Слово, то есть Библию[21].

В рамках диалектической теологии существовали как консервативные фундаменталистские, так и либерально-теологические тенденции, что в дальнейшем привело к её распаду.
Так, развивая идею, согласно которой истина содержится только лишь в вести Христовой, в откровении Божьего слова, но не у греховного по своей природе человека и не у впадающей в политические игры церкви, немецкий протестантский теолог Бультман предложил отделить от Евангелия то, что, по его предположению, внесено в него людьми. Он разработал программу «демифологизации» Нового Завета, согласно которой в тексте Евангелий выделял фрагменты, рассматриваемые им как мифология, а затем соответствующим образом их интерпретировал (при этом Бультман не считал, что мифологию следует удалить, она должна быть истолкована в соответствии со своей первоначальной целью, при этом собственно мифическое отойдёт в сторону).
Полагая, что Бога можно познать не только через Слово, но и другими способами, Бультман и некоторые другие богословы диалектической школы предположили, что философия способна помочь прояснить Слово Божье, тем самым, фактически, вернувшись к идеям отвергнутой ими ранее либеральной теологии, что, в свою очередь, вызвало резкую критику консервативных богословов.
На распад диалектической теологии повлияли и политические события: Барт и Тиллих осудили нацистскую идеологию.
Идеи консервативного направления в форме «неоортодоксии» получили своё развитие в США, но позиции неоортодоксии в США были ослаблены влиянием более консервативного фундаментализма.
Богословами диалектической протестантской школы являлись: Карл Барт, Рудольф Бультман, Пауль Тиллих, Дитрих Бонхёффер.

## Современное протестантское богословие
В зависимости от богословских взглядов последователей теологию протестантизма разделяют на классическую, либеральную, фундаменталистскую и постмодернистскую.

### Фундаментализм и евангелизм
В период после Второй мировой войны фундаментализм разделился на три группы. Первая — непосредственно фундаментализм, закрытый для любых нововведений и для формального семинарского образования. Вторая группа представлена богословами, которые в стремлении к академической респектабельности постепенно изменили свои взгляды на противоположные, приняв либеральные теории, которым ранее противостояли, перестав тем самым принадлежать к фундаментализму. Третья группа, получившая вначале название неоевангеликалы, сохранила твёрдую приверженность взглядам Реформации, учению о богодухновенности и непогрешимости Библии, а также реформатско-пуританской традиции протестантизма, оставаясь открытой при этом для духовного образования и библейских наук.
Представители евангеликализма считают, что изложение Благой вести необходимо осуществлять «без новаций либерализма и крайностей фундаментализма». Для проповеди используются радио, телевидение, интернет, а также концертные залы и стадионы. Одним из наиболее влиятельных проповедников, принадлежащих к евангеликам, является Билли Грем.
Широкую известность получили ряд организаций евангеликов: «Национальная ассоциация евангеликов» (англ. National Association of Evangelicals; первоначальное название англ. National Association of Evangelicals for United Action), объединяющая 60 направлений протестантизма, включающих 45 тыс. церквей и организаций (в том числе пятидесятнических), «Молодёжь за Христа» (англ. Youth for Christ), — служение, основанное Билли Грэмом в 1946 и имеющее более 60 центров по всему миру, а также журнал «Христианство сегодня» (Christianity Today), основанный в 1956 году. В странах СНГ проповедь Евангелия осуществляют: миссия «Новая жизнь», входящая в состав служения «Крестовый поход за Христа» (англ. Campus Crusade for Christ; 1956), известная по «Jesus Film Project» и прокату фильма «Иисус», служение «Гедеоновы братья» (англ. The Gideon’s International), распространяющее Библию на национальных языках, миссия «Навигаторы», служение «Всемирное видение» (англ. World Vision) и другие.
На базе практики толкования Библии, в частности, идеях диспенсационализма, принятой в среде фундаменталистов и евангеликов, возникло движение «Христианский сионизм», рассматривающее государство Израиль воплощением завета Бога с Авраамом и еврейским народом, которое является «главным полем Его деятельности вплоть до Второго пришествия Христа».
Представителями евангеликализма второй половины XX — начала XXI века являются: Джон Мак-Артур, Джон Пайпер, Альберт Молер, Роберт Спраул и др.

### Либерализм

#### Либеральная теология
После Второй мировой войны влияние либеральной теологии в европейском и американском протестантизме значительно ослабло. Тем не менее, несмотря на распад данной школы богословия, некоторые её установки сохранились и продолжают оказывать влияние на современное протестантское богословие. К положительному влиянию относят созданные школой методики для библейских исследований, к негативному — возрождающиеся попытки выстраивать христианское богословие вне учения Иисуса Христа.
Во второй половине XX века получили развитие многие направления в теологии, которые могут рассматриваться как неолиберальные: безрелигиозное христианство, теология смерти Бога, критическая теология, секулярная теология.
Естественным следствием развития секулярной теологии стало рассмотрение вопросов, связанных с социально-политической проблематикой современности.
Таким образом, получили развитие идеи «политической теологии», феминистской теологии, сочетание теологии с марксистскими и социалистическими идеями (теология освобождения, теология революции) и «деконструктивистская теология». Рассматриваются вопросы гендерного равенства, соблюдения прав человека, диалога с секулярным обществом и нехристианскими религиями, реализуются идеи ЛГБТ-движения в обществе и внутри церквей.
Современный либеральный протестантизм не требует от своих последователей дисциплины в исполнении общественных и религиозных правил что, в свою очередь, приводит к релятивизму в отношении ряда христианских норм — распространению т. н. «женского священства», благословению гомосексуальных браков и т. д., результатом чего является секуляризации самой веры. Либеральный протестантизм не ставит перед собой цель трансформации общества, но пытается приспособиться к происходящим в нём изменениям, провозглашая при этом идеалы прав и свобод человека. Окончательным итогом данных процессов является потеря в численности церквей, исповедующих либеральные принципы.
Взгляды представителей либерального христианства сосредоточены на идее преобразований и реформ классического библейского богословия и церковных отношений в соответствии с их видением изменений, происходящих в современном обществе.

#### Образ жизни, вопросы этики и морали
Макс Вебер в книге Протестантская этика и дух капитализма отмечает благоприятность обычаев и взглядов протестантов для развития капиталистических промыслов и свободы предпринимательства. Эта черта протестантства в настоящее время наиболее распространилась в США и в мире. Вебер в частности подчёркивает роль причудливого сочетания в протестантах аскетизма с накопительством (заложенного, например, в лютеровском понятии «призвания» — Beruf) как источника появления первоначального капитала. Вкупе со взаимным доверием внутри семей, сект и общин, и с отказом от праздного времяпрепровождения, это вело к развитию торговли и банковского дела, а затем и крупного промышленного производства.
Этика протестантизма исторически связана с протестантским учением об оправдании верой и богословским принципом «Sola fide». Дела любви рассматривались как результат проявления веры, «не любовь формирует веру, как считали схоластики, но наоборот, вера формирует любовь».
Моральные предписания ветхозаветного Закона согласно классическому протестантскому богословию имели своей целью побуждать к делам, способствовать добру и препятствовать злу. Духовное же значение Закона заключалось в том, чтобы указать на грех и этим побудить к покаянию. Согласно Лютеру, Евангелие должно проповедоваться на фоне Закона и в связи с Законом, иначе оно теряет свой смысл. В споре с антиномистами Лютер и ортодоксальные богословы отвергли взгляды о том, что моральные нормы, изложенные в Ветхом Завете, для христиан не имеют силы и должны быть заменены на «евангельские».
Представления о единстве и преемственности моральных норм Ветхого и Нового Завета характерно для ортодоксального протестантского богословия и в настоящее время.
Идеи антиномизма в современном протестантизме проявляются в деятельности религиозных организаций, которые разработали особую систему нравственности взамен той, которая основана на Законе Божьем (Десяти Заповедях). Эти нравственные идеалы в этике антиномизма стремятся сами занять место добра, обещая освободить людей от предрассудков, дать полное удовлетворение человеческим потребностям. В ортодоксальной христианской этике такой подход рассматривается как злоупотребление христианским учением о благодати ради угождения греховной плоти, и может проявляться в деятельности некоторых религиозных организаций («сект»), которые извиняют и даже оправдывают разврат.
Часть современных либеральных протестантских богословов отвергают некоторые моральные нормы, характерные не только для протестантизма, но и для христианства в целом (в вопросах сексуальной жизни, например). Использование заповедей Ветхого Завета для осуждения греховного образа жизни с позиции некоторых ультралиберальных богословов рассматривается как выборочное использование заповедей Ветхого Завета, настаивая на том, что в этом случае необходимо исполнять все заповеди Ветхого Завета, таким образом ставя на один уровень заповеди о кашруте, субботе и заповеди, регулирующие сексуальное поведение.
Эти идеи в последние десятилетия получили поддержку в некоторых церквях Западной Европы и Северной Европы, главным образом представляющих такие конфессии как лютеранство и англиканство. В то же время в других странах (Африка, Азия, Латинская Америка) эти идеи в религиозных организациях этих конфессий не только не получили поддержку, но встретили резкую реакцию.

### Постмодернизм
Постмодерни́зм (фр. postmodernisme — «то, что после модернизма») — термин, обозначающий структурно сходные явления в мировой общественной жизни начиная со второй половины XX века, осмысливаемые как проявление «духа времени» в искусстве, философии, религии, науке и в других сферах. Некоторые современные авторы описывают период постмодерна как период «ничто», как «постэпоху» (post-age): «постиндустриальная, посткапиталистическая, постлиберальная, посттеологическая, постгуманистическая».
Профессор Кингс-колледжа Алистер Макграт в книге «Введение в христианское богословие» отмечает следующие черты постмодернизма:
1. Склонность к релятивизму или плюрализму в поиске истины.
2. Замена «обозначением» самого «обозначаемого» в качестве ценности и центра ориентации[41].

Для богословия, находящегося под влиянием постмодернизма, характерны следующие положения:
1. Окружающая действительность не является только лишь мгновенным актом творения Бога и Его безграничной мощи, но любой человек и любая вещь также творят мир и принимают на себя ответственность за него.
2. Бог не только являет Себя в Священных текстах, но ожидает от человека способность быть Его собеседником в виде личного понимания этих текстов.
3. Христианство — религия социокультурного меньшинства и один из способов, наравне с наукой и искусством, выразить своё «я».

Рассматривая постмодернистское христианство, наблюдатели отмечают как сильные, так и слабые его стороны:
1. Стремление к личной духовности в качестве противопоставления номинальному христианству, что, однако, может проявляться в виде духовных поисков без библейского и доктринального оснований, склонностью ставить сформулированное самим для себя учение выше библейского, очарованностью «духовностью» как таковой.
2. Поиск глубоких личных взаимоотношений с Богом, что может иметь негативные проявления в виде поисков индивидуальной истины.
3. Стремление жить жизнью церкви, меньшая склонность спорить с другими христианами по вопросам вероучения, тенденция жить жизнью христианина в обществе, что, впрочем, может сочетаться с привычкой отражать свою собственную, а не библейскую позицию в социальных вопросах, а также с тенденцией проявлять прагматизм, основанный на своих личных убеждениях, а не на библейском вероучении.

Говоря о христианстве в мире постмодернизма различают протестантские церкви, которые открыты для служения постмодернистам, и непосредственно сами постмодернистские церкви. К первым относят церкви, стремящиеся доступно пониманию современного мира излагать Евангелие, твёрдо стоя при этом на библейских позициях, ко вторым — церкви, которые «до такой степени приспособились к постмодернистской культуре, что оказались не в состоянии различить те стороны постмодернизма, которые противоречат библейскому мировоззрению», как об этом говорят их критики.
Так, американский богослов-философ Уильям Крейг утверждает, что «постмодернисты отрицают существование универсальных принципов логики, рациональности и истины» и что «постмодернизм не более дружественен христианским истинам, чем рационализм Просвещения». К числу критиков данного направления принадлежат Джош Макдауэл, Миллард Эриксон, и Джин Эдвард Вейз, считающий, в частности, что «Церковь должна противостоять постмодерну и не должна соглашаться с его идеями».
Наряду с критическими замечаниями, некоторые наблюдатели отмечают, что «постмодернизм с его вниманием к нарративной, текстуальной и укоренённой в сообщество природе истины не просто даёт христианству новый интеллектуальный инструментарий, но ещё и позволяет ему вернуться в самый центр современной интеллектуальной жизни».

## Протестантизм в России

### История возникновения
Первые протестантские общины на территории современной России были основаны торговцами и мастерами из европейских стран, приглашёнными в 1524—1533 годах в правление великого князя Василия III, современника Лютера.
В период после заключения мирного договора между Великим княжеством Московским и Швецией в 1524 году в страну стали прибывать купцы из Швеции, Дании, позднее из Англии и Голландии, многие из которых были последователями Лютера. Одновременно с торговцами приезжали «умельцы», которых Василий III специально поручил звать на государственную службу. Среди них были аптекари, художники, ремесленники и, в основном, они были протестантами. Все они получили право на свободное отправление англиканских, лютеранских и реформатских богослужений в своих домах.
Позднее, в царствование Ивана IV Грозного, приглашались медики, «пушкарники», «искатели злату и серебру», ювелиры, художники и другие специалисты, к которым позднее добавились и военные. Приглашали специалистов из Европы, при этом всячески им содействуя, Фёдор Иоаннович, Борис Годунов (оказывал покровительство бежавшим в Русское Царство из Европы из-за религиозных войн), Михаил Фёдорович (1613—1645) и Алексей Михайлович (1645—1676). Столь же активно приглашал в Россию высококвалифицированных специалистов из протестантских стран Пётр I, в правление которого прибыло множество учёных-специалистов в математике, химии, физике, а также корабелы, разведчики руд, мореходы, горнозаводчики, военные специалисты. Многие протестанты заняли высокие посты в государственном управлении, в армии, Академии Наук и впоследствии стали частью высшей российской знати. Значительное количество христиан-протестантов переселились на постоянное место жительство в Россию для освоения её южных и поволжских земель в царствование Екатерины II (начиная с 1789 года), обеспечившей приезжих значительными льготами, освобождением от военной и гражданской службы, а также полной свободой вероисповедания.
Наибольшим образом количество протестантов в России увеличилось за счёт жителей территорий, присоединённых в результате войн с Ливонией и Швецией. Так, согласно Ништадскому мирному договору 1721 года Швеция уступила территории Лифляндии, Эстляндии с островом Эзель, Ингерманландии и часть Финляндии с Выборгом. Жителям присоединённых территорий гарантировалась полная свобода вероисповедания. В частности, один из пунктов мирного договора особо оговаривал религиозную свободу населения: «В уступленных землях не имеет быть введено принуждение в совести, а напротив того Евангелическая вера, церкви и училища, и что к тому принадлежит, на том основании, на котором при последнем Свейском правительстве были, оставлены и содержаны будут с тем однако ж, чтобы в них и вера греческого исповедания впредь также свободно и без всякого помешательства могла быть отправлена». Включение новых территорий в состав Российской империи происходило до начала XIX века, когда были присоединены Финляндия (1809) и Польша (1815). В дальнейшем, в результате внутренней миграции, многие протестанты из присоединённых земель переселились на свободные земли внутренней России. Этот процесс продолжался до начала XX века. Переселение протестантов, в основном насильственное, вглубь территории СССР осуществлялось и после присоединения Латвии, Литвы и Эстонии в 1940 г, что способствовало основанию протестантских церквей в местах новых поселений.
Кроме территорий и населения, в результате войн Россия получала и военнопленных, которых нередко принудительно оставляли жить в России. Особенно много пленных было во время Ливонской войны (1558—1582) в правление Ивана Грозного (из числа пленных были первые пасторы протестантских общин в Москве), и во время Северной войны при Петре I. Некоторые пленные впоследствии принимались на государственную службу, а для пленных шведов, поселённых в Воронеже, были построены две кирхи.
В конце XVII века в Москве были 2 лютеранские церкви (св. Михаила и св. Петра и Павла) и одна реформатская; вскоре кирхи и протестантские школы появились в Астрахани, Архангельске и других крупных торговых городах. Начиная с Петра I, делами российских иноверцев ведал Синод (позднее — Юстиц-коллегия Лифляндских, Эстляндских и Финляндских дел). В 1817 году было создано Министерство духовных дел и народного просвещения.
В течение XVIII в. в Петербурге сформировались 12 протестантских общин: три немецкие лютеранские, шведская лютеранская, финская лютеранская, две разнонациональные в кадетских корпусах, голландская реформатская, сводная немецкая реформатская и французская реформатская, англиканская (Английская набережная, 56)[1] и немецкая «евангелических братьев». Совокупное число только взрослых членов общин в Санкт-Петербурге в конце столетия превышало 6000 человек[2].
В 1832 году Николай I утвердил Устав протестантских церквей в Российской империи. По уставу, общины избирали высший совет (конвент), следивший за соблюдением религиозных и государственных законов. Правовое положение пастора приравнивалось к дворянскому, часть его жалованья шла из казны.

### Первые русские и украинские протестантские общины
Первые русские и украинские протестантские общины возникли во второй половине XIX века в нескольких регионах Российской империи: на юге Украины (в Херсонской, Екатеринославской и Киевской губерниях), на территории Закавказья, в Санкт-Петербурге и на территории Левобережной Украины (в Таврической губернии).
На юге Украины евангельское пробуждение, начавшись в среде потомков немецких колонистов, в дальнейшем нашло своё продолжение среди украинских крестьян. Первый из них, уверовав в 1858 году, начал проповедовать в своей деревне, где вскоре образовалась первая община украинских штундистов, которая к 1867 году насчитывала уже 35 семей. Вначале штундисты продолжали считать себя частью православной общины: посещали церковные богослужения, обращались к православным пастырям для совершения браков, крещения детей и погребения умерших. Свои собрания проводили после церковной службы, читали на них Новый Завет, молились и пели гимны из сборника «Приношение православным христианам». Разрыв с православием произошёл после начала преследований, нередко сопровождавшихся конфискацией духовной литературы. Штундизм не стал окончательной формой евангельского пробуждения среди украинцев. В 1867 году были организованы общины уже баптистского направления, хотя на тот момент сами основатели, являясь штундистами, ещё не были крещёными по вере. Началом евангельско-баптистского движения на Украине считается 1869 год, когда произошло крещение по вере первого украинца.
Евангельское пробуждение в Закавказье началось одновременно с пробуждением на юге Украины, при этом было независимым от него и происходило в среде молокан. В 1867 году в Тифлисе состоялось первое крещение по вере, которое принял молоканин, что принято считать началом распространения баптизма среди молокан Закавказья и Северного Кавказа и годом возникновения русско-украинского баптизма. В течение первых десяти лет последователи нового учения называли себя христианами, крещёными по вере, и лишь позднее стали называть себя баптистами. Тифлисская и другие баптистские общины на Кавказе в течение почти двадцати лет не испытывали притеснений, имея благосклонное отношение к себе как окружающего общества, так и православных иерархов.
Евангельское пробуждение в Санкт-Петербурге связано с миссионерской деятельностью лорда Редстока, который приехал в столицу весной 1874 года. В результате его проповедей в домах петербургской знати уверовали ряд представителей высшего аристократического общества, в числе которых был один из богатейших дворян России гвардии полковник Василий Пашков, который и стал одним из продолжателей «петербургского пробуждения» после отъезда лорда Редстока за границу. Уверовавшие аристократы отдавали для проповеди Евангелия и свои силы, и имущество. Их роскошные дома стали местом евангелизационных собраний, которые посещали как знатные особы, так и студенты, слуги и рабочие. Слушателей бывало до тысячи человек, многие обращались к Богу. Во время петербургского пробуждения было основано «Общество поощрения духовно-нравственного чтения», которое осуществило 12 изданий 200 наименований книг и брошюр духовного содержания, в том числе впервые на русском языке книг Дж. Баньяна «Путешествие пилигрима» и «Духовная война», а также начато издание религиозно-нравственного журнала «Русский рабочий». Были организованы прачечные и швейные мастерские для бедных женщин, столовая для студентов и рабочих, первый в Петербурге ночлежный приют. Крещение по вере, связанное с петербургским пробуждением, произошло в 1883 году, когда приняли водное крещение несколько человек, в том числе Василий Пашков.
Евангельское пробуждение в Таврической губернии, на юге левобережной Украины, также происходило в среде молокан. В результате проповедей Якова Делякова о благодати Божией в Иисусе Христе и оправдании верой образовалась первая община новомолокан — евангельских христиан — «захаровцев», называемых так по имени Зиновия Даниловича Захарова, который с 1867 года стал её первым руководителем. С 1877 года общины молокан в Таврической губернии стали посещать баптистские проповедники, в результате чего многие молокане приняли крещение по вере. Баптистские общины в селениях молокан быстро увеличивались численно, и в дальнейшем практически все евангельские христиане «захаровцы» стали их частью.

### Протестантизм в России в XX веке
К началу XX века конфессиональный состав протестантов в России был представлен имевшими государственное признание лютеранами, кальвинистами и меннонитами, а также баптистами и евангельскими христианами, которые на несколько лет получили относительную свободу действий после подписания Указа «Об укреплении начал веротерпимости» от 17 апреля 1905 года и по Манифесту Николая II от 17 октября 1905 года.
В первые годы правления советской власти в Советском Союзе начали появляться различные баптистские и адвентистские общины. Однако к началу безбожной пятилетки многие приходы начали закрываться, а пасторы депортироваться. В Латвии и Эстонии, вошедших в состав СССР в 1940 году, протестанты составляли значительный процент населения. Многие пасторы были депортированы или репрессированы.

### Социальная деятельность
Публикация в 2000 году «Основ социальной концепции Русской Православной Церкви» стимулировала другие религиозные организации к разработке и представлению обществу своего видения этих проблем. В эту работу активно включились и протестантские церкви России. Были разработаны и опубликованы «Социальная концепция Российского союза евангельских христиан-баптистов», «Основы социальной концепции Российского объединённого союза христиан веры евангельской», «Основы социального учения Церкви христиан адвентистов седьмого дня».
В 2003 году Консультативным советом глав протестантских церквей России была подготовлена и представлена общественности общая «Социальная позиция протестантских церквей России». Принципиальная позиция всех протестантских церквей России, изложенная в документе и обосновывающая их стремление активно участвовать в процессах социально-экономического развития страны, выражает их ответ на часто звучащие в прессе упрёки в прозападной позиции протестантских церквей: «Любовь к родине. С точки зрения церквей, любовь к родине выражается прежде всего в деятельности, направленной на повышение уровня благосостояния страны и общества… Мы ценим наше историческое и культурное наследие, утверждающее непреходящие духовные и нравственные ценности. Являясь частью народа России, мы своим созидательным служением совершаем вклад в наше общее благоденствие».
Основные положения, касающиеся возможного вклада протестантов в социально-экономическое развитие России, изложены в разделах упомянутых концепций, посвящённых экономике, труду и собственности. Наиболее обстоятельно эти проблемы рассматриваются в «Основах социального учения Церкви ХАСД». Естественно, что аргументация всех этих положений основывается на Библии. При этом на первый план в оценке тех или иных экономических процессов выставляется человек, личность, его права и нужды: «Человек является средоточием и целью всякой экономической деятельности, поэтому всё в ней должно быть подчинено не „интересам производства“, а потребностям человека».

## Направления в протестантизме
В своём историческом и богословском развитии протестантизм прошёл становление следующих течений: лютеранство, цвинглианство, кальвинизм, анабаптизм, меннонитство, англиканство.
В дальнейшем возникает ряд иных течений — Евангельские христиане, баптисты, адвентисты, методисты, квакеры, пятидесятники, Армия спасения, святые назаряне и ряд других. С XIX в. существует течение мессианского иудаизма как соединение протестантизма с иудаизмом. Формирование большинства этих течений проходило под знаком «религиозного возрождения» (ривайвелизм), возврата к идеалам раннего христианства (христианский реставрационизм) и Реформации. Все они отличаются от старого или литургического протестантизма предпочтением свободной проповеди и активной миссионерской деятельностью.
Единого центра протестантских конфессий не существует, организационно протестантские поместные церкви объединены в региональные организации, которые, в свою очередь, формируют всемирные объединения церквей.

### Богословие
Протестантизм разделяет общехристианские представления о бытии Бога, Его триединстве, о бессмертии души, рае и аде (отвергая при этом католическое учение о чистилище). Протестанты считают, что человек может получить прощение грехов верой в Иисуса Христа (верой в Его смерть за грехи всех людей и в Его воскресение из мёртвых). При этом подразумевается, что «вера без дел мертва» (Послание Иакова, 2:20). Это означает, что вера должна быть не просто согласием с христианскими доктринами, но силой, которая изменяет жизнь верующего в соответствии с христианскими заповедями.
Протестанты признают авторитет лишь первых четырёх Вселенских Соборов. Де-факто все протестанты признают решения двух первых Вселенских соборов: Первого Никейского и Первого Константинопольского, являясь тринитариями и исповедуя Апостольский, Никейский и Афанасьевский символы веры. Именно поэтому мормоны (недоступная ссылка с 09-10-2013 [4320 дней]) и свидетели Иеговы не относят себя к протестантам (по той же причине остальные протестанты не считают их христианами).
Христиане-протестанты верят, что Библия является единственным абсолютно авторитетным источником христианского вероучения, её изучение и применение в собственной жизни считается важной задачей каждого верующего. Протестанты прилагают усилия, чтобы Библия была доступна людям на их национальных языках.
Священное Предание, согласно взглядам протестантов, авторитетно настолько, насколько оно основано на Библии и подтверждается Библией. Подобный критерий характерен для оценки любых других религиозных учений, мнений и практик, включая свои собственные. Взгляды и практики, не подтверждающиеся учением Библии, не считаются авторитетными и не обязательны для исполнения.
Таким образом, протестантизм определил принципиальными три положения: спасение личной верой, священство всех верующих, исключительный авторитет Священного Писания (Библии).
Позднейшие течения часто вырабатывают собственное учение, некоторые доктрины которого могут выходить за пределы классического богословского наследия. Пятидесятники, в отличие от других христиан, уделяют весьма существенное внимание «говорению на иных языках» (глоссолалии) (считая это признаком «Крещения Святым Духом»), также другим дарам Святого Духа, таким как дар исцеления и дар пророчества. Убеждения в проявлении дара пророчества в современном протестантизме характерны и для адвентистов седьмого дня, они связывают его с видениями и откровениями Елены Уайт.

## Обряды и таинства
В разных протестантских направлениях понятия обряда и таинства могут иметь различное содержание. В случае, если признаются таинства, то их два — крещение и причащение. В любом случае участие в таинствах требует сознательного решения, поэтому может существовать обычай совершать крещение в более или менее зрелом возрасте, а до причастия проходить специальную подготовку (конфирмацию). В некоторых конфессиях к причастию допускаются только прошедшие через водное крещение.
В протестантизме не практикуются молитвы за умерших, молитвы святым. В то же время отношение к святым бывает почтительным — как к примерам праведной жизни и хорошим учителям. Поклонение мощам также не практикуется как не соответствующее Писанию. Отношение к почитанию образов неоднозначно: от отторжения как идолопоклонства, до учения, что честь, воздаваемая образу, восходит к первообразу (определяется принятием или непринятием решений II Никейского (седьмого Вселенского) Собора). Иконопочитание в том виде, какое свойственно католичеству и православию, отсутствует.
Молитвенные дома протестантов, как правило, свободны от пышного убранства, образов и статуй, что, впрочем, не самоцель, и происходит от убеждения, что в подобном декоре нет необходимости. Зданием церкви может служить любое строение, которое берётся в аренду или приобретается на равных с мирскими организациями условиях. Богослужение протестантов сосредоточено на проповеди, молитве, пении псалмов и гимнов на национальных языках, а также на причастии, которому некоторые направления (например, лютеране) придают особое значение.

## Численность и распространение
Большинство исследований отмечают, что ту или иную форму христианства исповедуют 33 % населения Земли. Исследование центра The Pew Forum on Religion называет цифру в 32 % населения мира. Протестантизм является вторым по количеству верующих направлением христианства, насчитывая около 800 млн человек.
В настоящее время идеи протестантизма проникли практически во все страны мира. В 92 странах протестантизм является крупнейшим направлением христианства, в том числе в 49 странах мира протестанты составляют большинство населения.
Традиционно, протестанты являются крупнейшей религиозной группой в скандинавских странах, США, Великобритании, Австралии, Новой Зеландии. В Германии, Нидерландах, Канаде, Швейцарии протестантизм является одним из двух преобладающих вероисповеданий (наряду с католицизмом).
Благодаря миссионерским усилиям, к началу XXI века протестанты сумели обратить в свою веру большинство населения ряда африканских (Либерия, Намибия, Замбия, Зимбабве, Ботсвана, Гана, Центральноафриканская республика, Кения, Малави, Конго) и тихоокеанских государств (Папуа-Новая Гвинея, Фиджи, Самоа, Тонга, Соломоновы острова, Вануату). Заметных успехов протестанты добились и в Латинской Америке, традиционно являющейся католическим регионом. В настоящее время свыше трети населения Гондураса, Сальвадора, Гватемалы, Доминики, Белиза обращены в протестантизм. Уже более 20 % населения протестанты составляют в таких католических странах, как Гаити, Никарагуа, Коста-Рика, Доминиканская Республика и Бразилия.
Крупнейшими протестантскими церквами (более 10 млн прихожан в каждой, вместе составляют более 220 400 000 прихожан) являются:
| №  | Церковь                           | Верующих   | Конфессия            |
| -- | --------------------------------- | ---------- | -------------------- |
| 1  | Ассамблеи Бога                    | 67 500 000 | Пятидесятники        |
| 2  | Церковь Англии                    | 25 000 000 | Англикане            |
| 3  | Адвентисты седьмого дня           | 25 000 000 | Адвентисты           |
| 4  | Евангелическая церковь Германии   | 23 700 000 | Лютеране и реформаты |
| 5  | Англиканская церковь Нигерии      | 18 000 000 | Англикане            |
| 6  | Южная баптистская конвенция       | 16 200 000 | Баптисты             |
| 7  | Церковь «Китай за Христа»         | 12 000 000 | Пятидесятники        |
| 8  | Объединённая методистская церковь | 12 000 000 | Методисты            |
| 9  | Церковь Уганды                    | 11 000 000 | Англикане            |
| 10 | Китайское евангельское братство   | 10 000 000 | Пятидесятники        |